# Kumba (rappare)

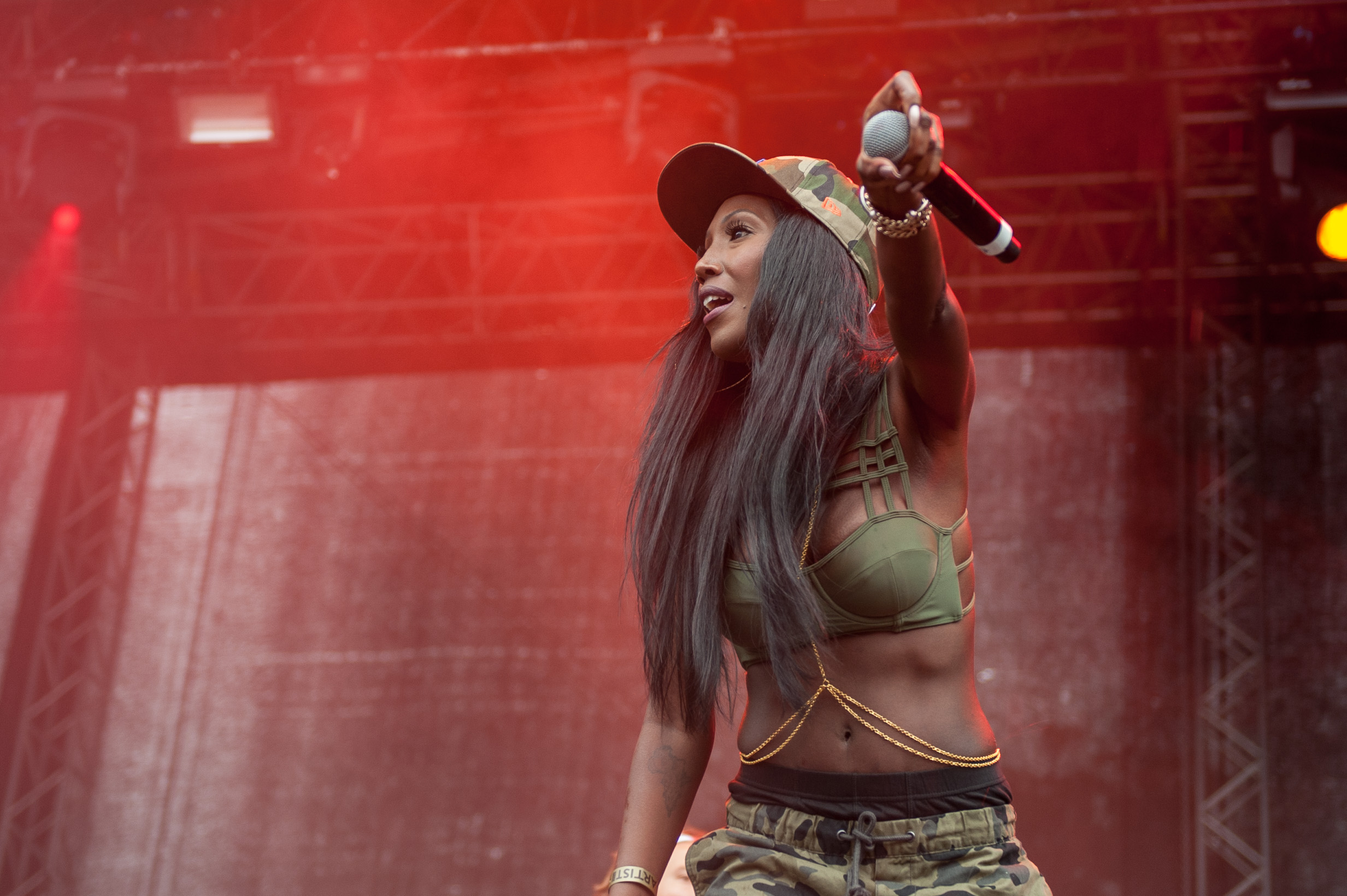
Kumba under en konsert på Way Out West i augusti 2014.

Kumba M'bye, född 5 februari 1983 i Gambia, är en svensk rappare.

## Biografi
Kumba är uppväxt i Malmö och Landskrona. Under början av 2000-talet började hon rappa och skriva texter på engelska. Sommaren 2013 hörde rapparen Stor henne rappa och bjöd in henne för audition på Bröderna Salazars skivbolag Redline Records. Inspirerad av artister som Linda Pira och Lilla Namo började hon sedan skriva texter på svenska.
År 2014 medverkade hon på Linda Piras låt "Knäpper mina fingrar (remix)". Hennes medverkan ledde även till att hon fick medverka på en uppmärksammad hiphopkonsert på Dramaten där bara kvinnliga rappare uppträdde. Hon har även medverkat i P3-programmet "En kärleksattack på svensk hiphop". 2014 släpptes hennes singel "I staden" på Redlines underetikett Poca Luz Recordings. som har beskrivits som en elegi över uppväxten i Landskrona. "Knäpper mina fingrar" utsågs till Årets låt på Kingsize-galan 2015 där Kumba även var nominerad till Årets nykomling.
År 2015 var hon med i TV-programmet Lyckliga gatan för TV4 där hon tolkade Kicki Danielssons låt "Bra vibrationer" och Danielsson tolkade Kumbas låt "I staden". Hon har även medverkat i den första säsongen av Top Model Sverige.